# Hello Young Lovers
Hello Young Lovers è il ventesimo album in studio del gruppo musicale statunitense Sparks, pubblicato nel 2006.

## Tracce
Testi e musiche di Ron Mael e Russell Mael, eccetto dove indicato.
1. Dick Around – 6:35
2. Perfume – 4:59
3. The Very Next Fight – 5:18
4. (Baby, Baby) Can I Invade Your Country – 5:56 (Ron Mael, Russell Mael, Francis Scott Key)
5. Rock, Rock, Rock – 5:10
6. Metaphor – 4:03
7. Waterproof – 4:17
8. Here Kitty – 4:26
9. There's No Such Thing as Aliens – 2:53
10. As I Sit Down to Play The Organ at the Notre Dame Cathedral – 7:02